# Loch Achanalt
Loch Achanalt är en sjö i Storbritannien.   Den ligger i kommunen Highland och riksdelen Skottland, i den norra delen av landet, 700 km norr om huvudstaden London. Loch Achanalt ligger 125 meter över havet. Omgivningarna runt Loch Achanalt är i huvudsak ett öppet busklandskap.